# تشارلز وودز
تشارلز وودز (بالإنجليزية: Charles Woods)‏ (18 أبريل 1810 - 6 مارس 1885) هو لاعب كريكت بريطاني (وحمل سابقاً جنسية المملكة المتحدة لبريطانيا العظمى وأيرلندا).